# Светски куп у брзом ходању 1967.
4. Светски куп у брзом ходању 1967. одржан је 15. октобра у Бад Заровј, (Источна Немачка). Ово такмичење је познато и као „Лугано Тропи“.
Такмичење је одржано само у мушкој конкуренцији у две дисциплине на 20 км и 50 км појединачни и екупно. Учествовало је 48 такмичара из 8 земаља.
Комплатни резултати су објављени овде.

## Квалификације
Од 1961 до 1985. у квалификацијама се по две прволасиране из обе зоне квалификују у финале. Ове године Источна Немачка, Уједињено Краљевство, Мађарска и САД са Јужноафричком Републиком, пласирале су се директно у фунале. Екипа Јужноафричке Републике је одустала од такмичења.
| # | Земља           | Бодови    |
| - | --------------- | --------- |
| 1 | Италија         | 75 бодова |
| 2 | Западна Немачка | 65 бодова |
| 3 | Француска       | 41 бод    |
| 4 | Швајцарска      | 37 бодова |
| 5 | Белгија         | 22 бода   |

| # | Земља           | Бодови    |
| - | --------------- | --------- |
| 1 | Совјетски Савез | 86 бодова |
| 2 | Шведска         | 60 бодова |
| 3 | Чехословачка    | 37 бодова |
| 4 | Бугарска        | 34 бода   |
| 5 | Данска          | 23 бода   |

## Земље учеснице
1. Западна Немачка  (6)
2. Источна Немачка  (6)
3. Италија (6)
4. Мађарска (6)
5. Сједињене Државе  (6)
6. Совјетски Савез  (6)
7. Уједињено Краљевство (6)
8. Шведска  (6)

## Освајачи медаља
| Дисциплина  |                                 | Резултат   |                                       | Резултат   |                                       | Резултат |
| Појединачно |                                 |            |                                       |            |                                       |          |
| 20 км       | Николај Смага · Совјетски Савез | 1:28:39    | Владимир Голубничиј · Совјетски Савез | 1:28:58    | Рон Лерд · Сједињене Државе           | 1:29:13  |
| 50 км       | Кристоф Хене · Источна Немачка  | 4:09:09    | Петер Селцер · Источна Немачка        | 4:11:40    | Александер Шчербина · Совјетски Савез | 4:13:07  |
| Екипно      |                                 |            |                                       |            |                                       |          |
| Екипа       | Источна Немачка                 | 128 бодова | Совјетски Савез                       | 107 бодова | Велика Британија                      | 104 бода |

## Биланс медаља
| Медаље земље домаћина |

|            | Земља            |   |   |   |   |
| ---------- | ---------------- | - | - | - | - |
| 1.         | Источна Немачка  | 2 | 1 | 0 | 3 |
| 2.         | Совјетски Савез  | 1 | 2 | 1 | 4 |
| 3.         | Сједињене Државе | 0 | 0 | 1 | 1 |
| 3.         | ВБ               | 0 | 0 | 1 | 1 |
| Укупно (3) | Укупно (3)       | 3 | 3 | 3 | 9 |